# Сырая кожа

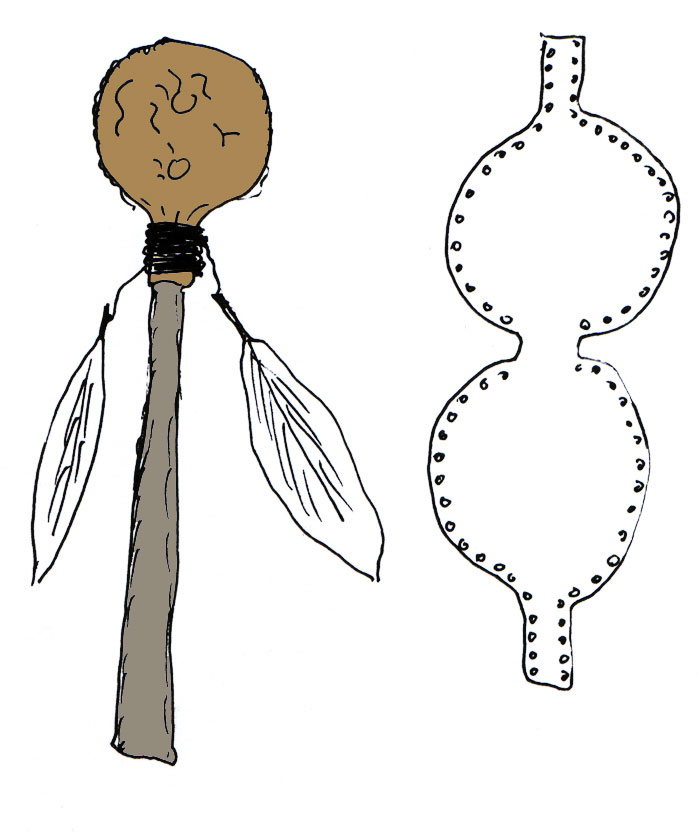
Погремушка из сырой кожи и её выкройка

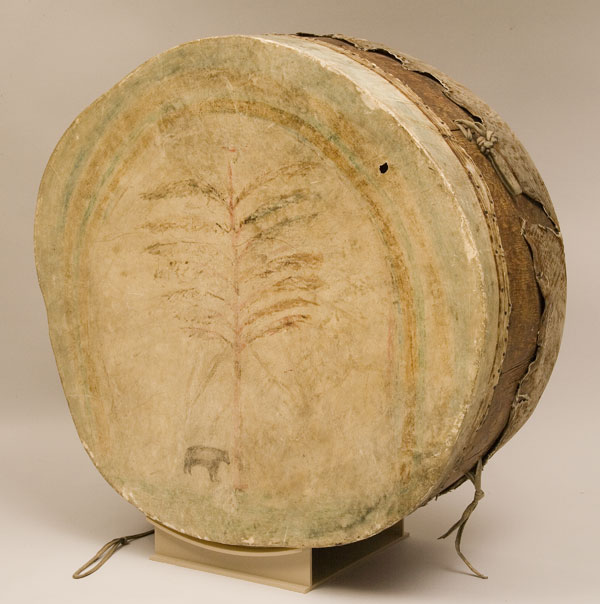
Барабан не-персе. Конец 1800-х гг.

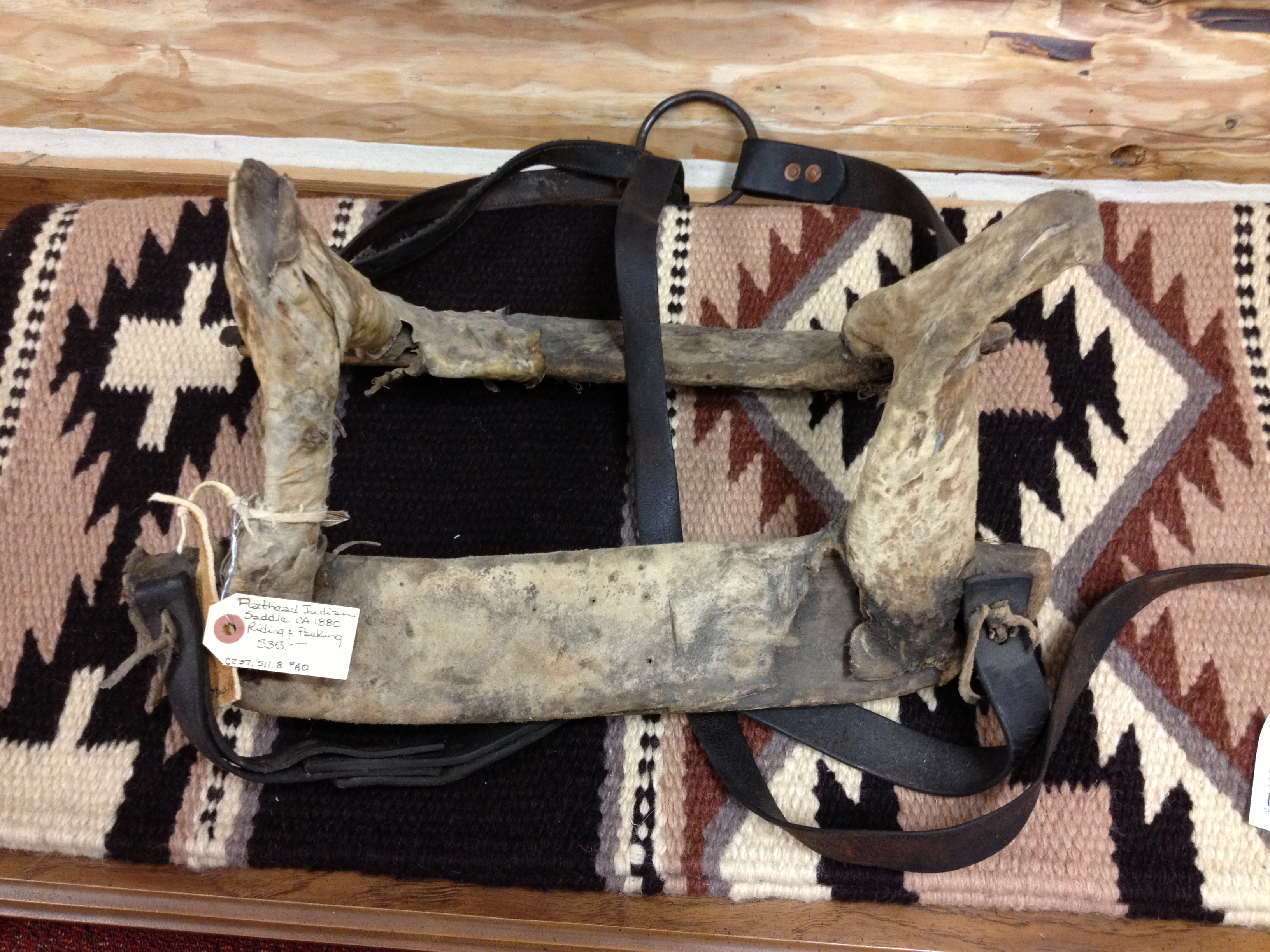
Старинное седло флатхедов (плоскоголовых). Около 1880 г.

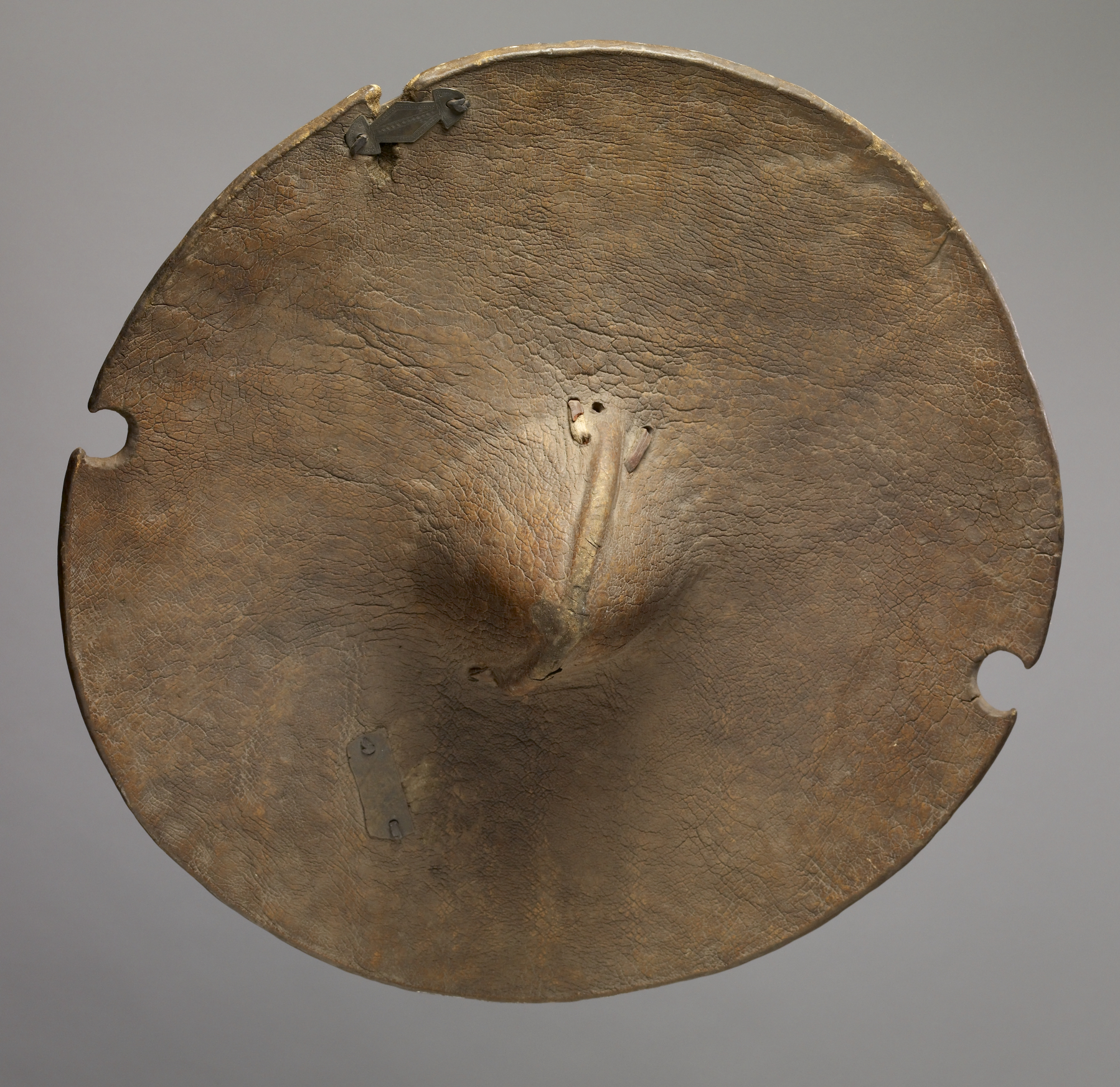
Щит беджов из кожи носорога или бегемота. Восточный Cудан, XX в.

Сырая кожа (сырица, пергамен[-т]; англ. greenhide; нем. grünehaut, rohhaut; швед. råhud) — кожевенный материал древнейшего способа выработки. Обычно у неё лишь очищается мездра и удаляется шерсть, то есть это то, что в кожевенном производстве называется «гольё», но не влажное и пластичное, а высушенное.
После высыхания эта кожа становится твёрдой или необратимо роговеет в процессе желатинизации, превращаясь в пергамент. В плохо продубленной коже остаются участки непродуба (сырица, живец), обычно в виде светлой полоски в разрезе. Чёрная же полоска в разрезе означает, что этот порок кожи ороговел (закалился, превратился в запёк, закал), то есть стал жёстким и ломким.
Во влажном состоянии сырая кожа быстро загнивает. Для предохранения от гниения во время сушки может использоваться соль. В кожевенной промышленности применяются дезинфекционные растворы.

## Использование
Способность первоначально влажной сырой кожи сжиматься и твердеть при высыхании использовалась ещё с каменного века. Когда применялись полоски сырой кожи для закрепления каменных топоров, скребков, других каменных и костяных орудий (а позже и металлических) на рукоятках и древках.
В Канаде длинные тонко нарезанные полоски или нитки сырой кожи, называемые бабич (babiche [bə'bi:ʃ] или shaganappi [ˈshagəˌnapē]), используют в шитье, для изготовления силков, сеток снегоступов, сумок и т. п.
Есть описандие одного вида лука, в котором вместо жильного усиления применялась пластина сырой кожи. Он зафиксирован у индейцев пенобскотов.
Сырая кожа использовалась для изготовления элементов защитного вооружения, а также сосудов. Такие сосуды были особенно в ходу у кочевых народов. При этом часто использовали подходящую естественную форму участка шкуры или наружных органов, например, вымени коровы. Ею обшивали деревянные изделия, например, так изготовляли сёдла и стремена индейцы Великих равнин и соседние конные племена. Толстая сырая кожа при специальной обработке шла на щиты в древней Европе, Африке, Индии и у равнинных индейцев. В Ирландии, на поселении бронзового века (VIII в. до н. э.), найден древний гофрированный кожаный щит. В ходе экспериментов были изготовлены его реплики, в том числе и из простой сырой кожи.
Из тонкой сырой кожи делали мембраны барабанов и бубнов, а также погремушки. Народы северного побережья Тихого океана толстые кожи моржей и крупных тюленей оставляли сырыми и использовали для обтяжки байдар. При этом их двоили по толщине.
После пропитки маслом сырая кожа становится полупрозрачной, поэтому она применялась для окон и фонарей.
Существует вид шагрени из сырой кожи. Она была популярна для декоративного покрытия различных предметов, в том числе и рукояток холодного оружия. Особенно это касается разновидности из сырой рыбьей кожи — галюша (фр. galuchat [galyʃa]). На эту шагрень идут кожи акулы и ската, имеющих характерную грубую поверхность. Она была особенно популярна в Японии и Китае в качестве покрытия рукояток мечей. Её также использовали как наждак в столярных работах. Также из очень шипастой кожи ската делали боевые браслеты в Африке. Индейцы северо-западного побережья Северной Америки упаковывали лососевый пеммикан в лососевую кожу.
До замены на синтетические, в различных механизмах применялись шайбы и прокладки из сырой кожи.

## Парная шкура
Существует очень древний способ, при котором для обуви применяется даже не сырая кожа, а парна́я шкура (англ. fresh hide, нем. Schlachthaut). При этом брали свежую незасохшую, шкуру, например, с ноги животного и надевали её как сапог, где она и медленно подсыхала. Такой была обувь южноамериканских гаучо — botas de potro. На Руси также иногда использовали сырую кожу для простейшей обуви — поршней.
Традиция использования подобной простой обуви до недавнего времени сохранялась в Ирландии (Аранские острова) и Шотландии. В Ирландии это пампути (pampooties). Другие названия: куэрэн (cuarans), rivelins (rivlins), джилли (gillies, ghillies). Изготовляется эта обувь из любой влажной или сырой толстой шкуры путём стягивания ремешком, пропущенным через ряды отверстий по краю выкройки. Шерстью наружу. При этом волос должен иметь направление от носка к пятке. Носилась тоже влажной.

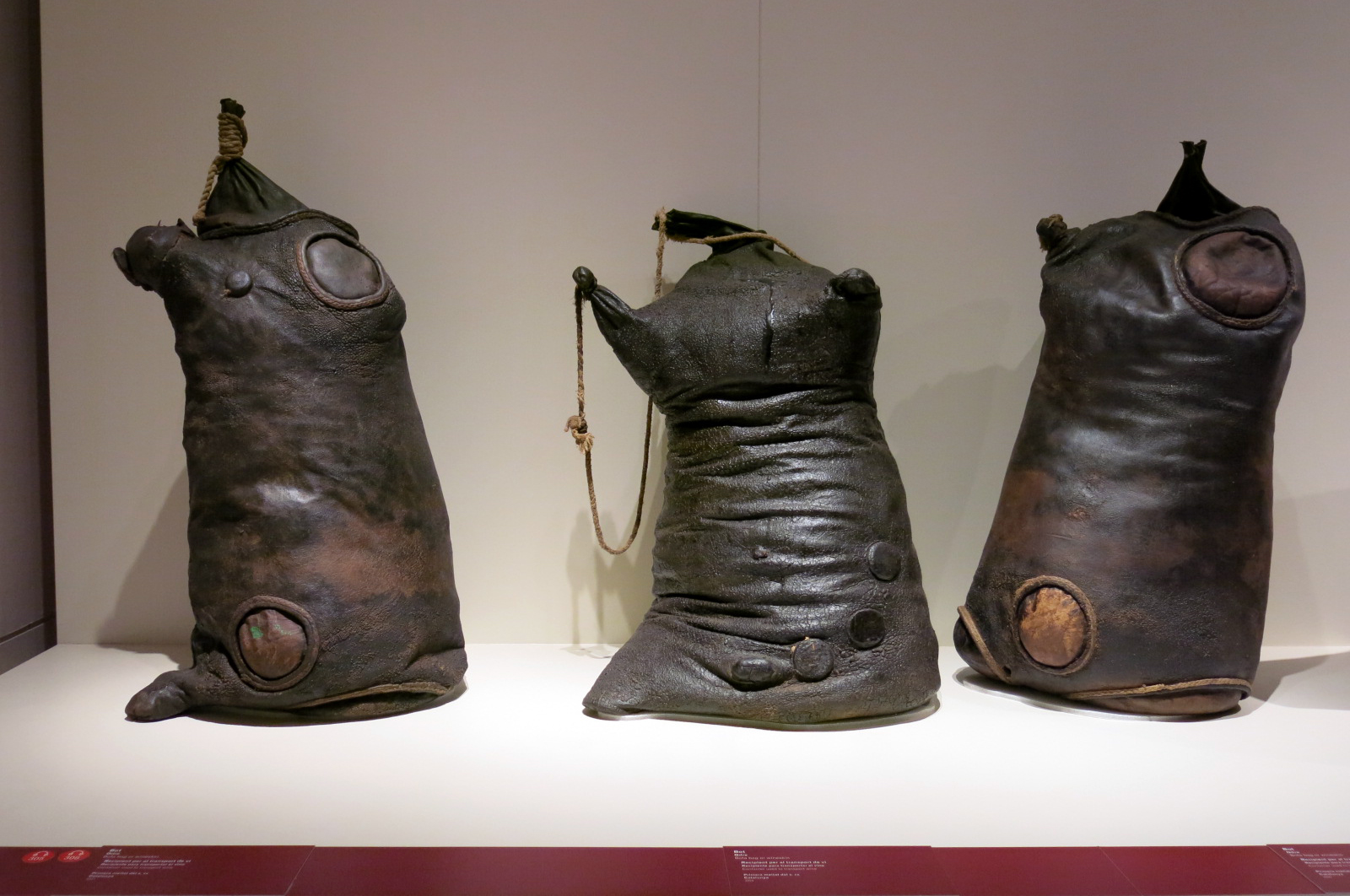
Бурдюки из Каталонии

Бурдюки также делаются из парных шкур, которые подвергаются только некоторой консервации солью и дёгтем.

## Использование в настоящее время
Кнуты могут изготовляться из сырой кожи. Сырая кожа применяется для изготовления мембран некоторых музыкальных инструментов и технических деталей (гонки и зубчатые колёса ткацких станков). Выпускается полупрозрачная сырая кожа, пропитанная маслом, для использования в фонарях.

## Особенности терминологии
В англоязычных текстах парная шкура, сырая кожа и сыромятная кожа чаще одинаково обозначаются как rawhide (raw hide) — сырая (то есть сырьё), необработанная, грубая кожа, что вносит смысловую путаницу. В русском языке термин «сырая кожа» также может иметь разные значения.